# Okręty zaopatrzeniowe typu Fort Victoria
Okręty zaopatrzeniowe typu Fort Victoria (także typ Fort) – typ dwóch brytyjskich okrętów zaopatrzeniowych, które weszły do służby w Royal Fleet Auxiliary w latach 1993-1994.
Okręty przeznaczone są do dostarczania wojskom na morzu żywności, amunicji, paliwa oraz innego rodzaju zaopatrzenia. Na pokład mogą zabrać do 12 500 t materiałów płynnych oraz 6200 t materiałów stałych. Jednostki wyposażone są w hangar i lądowisko, pozwalające na przewożenie pięciu śmigłowców Sea King lub Merlin.
W 2011 roku ze służby wycofany został jeden z okrętów – RFA „Fort George”.

## Okręty
- RFA „Fort Victoria” (A387)
- RFA „Fort George” (A388)